# Strychaluki
Strychaluki (ukr. Стрихалюки) – wieś na Ukrainie, w rejonie złoczowskim (do 2020 w rejonie brodzkim) należącym do obwodu lwowskiego.
Do 2020 w rejonie brodzkim. 